# Río Anchicayá
Río Anchicayá är ett vattendrag i Colombia.   Det ligger i departementet Valle del Cauca, i den västra delen av landet, 300 km väster om huvudstaden Bogotá.